# Nepal Tri-Nation Series 2019/20
Die Nepal Tri-Nation Series 2019/20 war ein Drei-Nationen-Turnier, das vom 5. bis zum 12. Februar 2020 im Nepal im One-Day Cricket ausgetragen wurde. Bei dem zur internationalen Cricket-Saison 2019/20 gehörenden Turnier nahmen neben dem Gastgeber die Mannschaften aus Oman und den Vereinigten Staaten teil. Es war das fünfte Turnier im Rahmen der ICC Cricket World Cup League 2 2019–2022, die über den ICC Cricket World Cup Qualifier 2022 einen Qualifikationsweg zum Cricket World Cup 2023 bildete. Oman setzte sich vor Nepal und den Vereinigten Staaten durch und gewann das Wettbewerb.

## Vorgeschichte
Nepal spielte zuvor beim Südasienspiele 2019, Oman bestritt zuletzt ein Drei-Nationen-Turnier daheim, während die USA an einem solchen Drei-Nationen-Turnier in den Vereinigten Arabischen Emiraten teilnahm.

## Format
In einer Vorrunde spielte jede Mannschaft gegen jede zwei Mal. Für einen Sieg gab es zwei, für ein Unentschieden oder No Result einen Punkt.

## Stadion
Das folgende Stadion wurde für das Turnier ausgewählt.
| Stadion                                           | Stadt    | Kapazität | Spiele      |
| ------------------------------------------------- | -------- | --------- | ----------- |
| Tribhuvan University International Cricket Ground | Kirtipur | 15.000    | 1.–6. Spiel |

## Kaderlisten
| ODI | ODI | ODI |
| Nepal | Oman | Vereinigte Staaten |
| --- | --- | --- |
| - Gyanendra Malla (K) - Dipendra Singh Airee (VK) - Kamal Singh Airee - Binod Bhandari - Sushan Bhari - Abinash Bohara - Karan KC - Paras Khadka - Subash Khakurel - Sandeep Lamichhane - Kushal Malla - Rohit Paudel - Lalit Rajbanshi - Aarif Sheikh - Sharad Vesawkar | - Zeeshan Maqsood (K) - Aqib Ilyas (VK) - Khawar Ali - Fayyaz Butt - Sandeep Goud - Kaleemullah - Bilal Khan - Naseem Khushi - Suraj Kumar - Mohammad Nadeem - Jay Odedra - Mohammad Sanuth - Badal Singh - Jatinder Singh | - Saurabh Netravalkar (K) - Karima Gore - Ian Holland - Akshay Homraj - Elmore Hutchinson - Aaron Jones - Nosthush Kenjige - Xavier Marshall - Monank Patel - Nisarg Patel - Timil Patel - Cameron Stevenson - Steven Taylor - Rusty Theron |

## Spiele
Tabelle
|                    | Sp. | S | N | NR | P | RR     |
| ------------------ | --- | - | - | -- | - | ------ |
| Oman               | 4   | 4 | 0 | 0  | 8 | +0.635 |
| Nepal              | 4   | 2 | 2 | 0  | 4 | +0.982 |
| Vereinigte Staaten | 4   | 0 | 4 | 0  | 0 | −1.689 |

Spiele
| 5. Februar Scorecard | Kirtipur | Oman 197-9 (50)          | – | Nepal 179 (46.5) |
|                      |          | Oman gewinnt mit 18 Runs |   |                  |

| 6. Februar Scorecard | Kirtipur | Vereinigte Staaten 213 (50) | – | Oman 214-4 (49.3) |
|                      |          | Oman gewinnt mit 6 Wickets  |   |                   |

| 8. Februar Scorecard | Kirtipur | Nepal 190 (49.2)          | – | Vereinigte Staaten 155 (44.1) |
|                      |          | Nepal gewinnt mit 35 Runs |   |                               |

| 9. Februar Scorecard | Kirtipur | Nepal 249-8 (50)           | – | Oman 250-2 (47.2) |
|                      |          | Oman gewinnt mit 8 Wickets |   |                   |

| 11. Februar Scorecard | Kirtipur | Oman 276-6 (50)          | – | Vereinigte Staaten 184 (39.1) |
|                       |          | Oman gewinnt mit 82 Runs |   |                               |

| 12. Februar Scorecard | Kirtipur | Vereinigte Staaten 35 (12)  | – | Nepal 36-2 (5.2) |
|                       |          | Nepal gewinnt mit 8 Wickets |   |                  |